# Wii Play
Wii Play (japonsky: Hajimete no Wii) je hra vydaná společností Nintendo na její herní konzoli Wii. K září roku 2008 to byla nejprodávanější Wii hra vůbec, což je způsobeno především tím, že se ve většině světových regionů prodává spolu s ovladačem Wii Remote.
Hra se skládá z devíti miniher, které se dají hrát jedním nebo dvěma hráči najednou.
- Shooting Range (Střelnice)
- Find Mii (Hledání Mii)
- Table Tennis (Stolní tenis)
- Pose Mii (Pózování Mii)
- Laser hockey (Laserový hokej)
- Fishing (Rybaření)
- Billiards (Kulečník)
- Charge! (Útok!)
- Tanks! (Tanky)

## Kritika
WiiPlay se setkala na internetu s poměrně negativní kritikou kvůli své monotónnosti a jednoduchosti (průměrné hodnocení 61%). Official Nintendo Magazine (Oficiální Nintendo magazín) zhodnotil hru pozitivně (91%).

## Sequel
V roce 2011 vyšel sequel ke hře Wii Play, nazvaný Wii Play: Motion. Tento titul sloužil k představení funkcí nového ovladače na Wii, Wii MotionPlus. Oproti prvnímu dílu nabízí více her a byl obecně hodnocen lépe.